# Albert Celades
Albert Celades López (Barcelona, 29 september 1975) is een Spaans-Andorrees voormalig profvoetballer en voetbaltrainer. Hij speelde als verdedigende middenvelder. 

## Clubvoetbal
Celades begon met voetballen bij Sant Ermengol. Vanaf 1989 speelde hij in de cantera (jeugdopleiding) van FC Barcelona. In 1993 kwam Celades in het tweede elftal, Barça B. In 1995 debuteerde de middenvelder in het eerste elftal van de Catalaanse club. Hij werd met FC Barcelona tweemaal landskampioen (1998, 1999) en in 1998 werd bovendien de Copa del Rey gewonnen. Celades werd echter nooit een vaste waarde en in 1999 vertrok hij naar Celta de Vigo. Daar speelde Celades wel goed en na een seizoen werd hij gecontracteerd door Real Madrid. Met de Madrileense club won de middenvelder twee landstitels (2001, 2003), de UEFA Champions League (2002) en de Intercontinental Cup (2002). Net als eerder bij FC Barcelona wist Celades echter opnieuw geen vaste waarde te worden. Na enkele seizoenen voornamelijk reserve te zijn geweest en een jaar op huurbasis bij het Franse Girondins de Bordeaux, liet Real Madrid Celades in 2005 vertrekken naar Real Zaragoza. Met deze club was hij in 2006 verliezend finalist in het toernooi om de Copa del Rey.

### Statistieken
| seizoen    | club               | land                      | competitie          | wed. | goals |
| ---------- | ------------------ | ------------------------- | ------------------- | ---- | ----- |
| 1993/94    | FC Barcelona B     | Vlag van Spanje           | Segunda División A  | 1    | 0     |
| 1994/95    | FC Barcelona B     | Vlag van Spanje           | Segunda División A  | 9    | 1     |
| 1995/96    | FC Barcelona B     | Vlag van Spanje           | Segunda División A  | 4    | 2     |
| 1995/96    | FC Barcelona       | Vlag van Spanje           | Primera División    | 16   | 2     |
| 1996/97    | FC Barcelona       | Vlag van Spanje           | Primera División    | 4    | 0     |
| 1997/98    | FC Barcelona       | Vlag van Spanje           | Primera División    | 36   | 0     |
| 1998/99    | FC Barcelona       | Vlag van Spanje           | Primera División    | 16   | 2     |
| 1999/00    | Celta de Vigo      | Vlag van Spanje           | Primera División    | 24   | 1     |
| 2000/01    | Real Madrid CF     | Vlag van Spanje           | Primera División    | 17   | 1     |
| 2001/02    | Real Madrid CF     | Vlag van Spanje           | Primera División    | 14   | 0     |
| 2002/03    | Real Madrid CF     | Vlag van Spanje           | Primera División    | 3    | 0     |
| 2003/04    | Girondins Bordeaux | Vlag van Frankrijk        | Ligue 1             | 27   | 3     |
| 2004/05    | Real Madrid CF     | Vlag van Spanje           | Primera División    | 22   | 0     |
| 2005/06    | Real Zaragoza      | Vlag van Spanje           | Primera División    | 26   | 0     |
| 2006/07    | Real Zaragoza      | Vlag van Spanje           | Prira División      | 21   | 1     |
| 2007/08    | Real Zaragoza      | Vlag van Spanje           | Primera División    | 24   | 1     |
| 2009       | Red Bull New York  | Vlag van Verenigde Staten | Major League Soccer | -    | -     |
| Bijgewerkt | 17-3-2009          |                           |                     |      |       |

## Nationaal elftal
Celades speelde in het verleden voor het Spaanse en Catalaanse nationale elftal. Zijn debuut voor Spanje maakte hij op 3 juni 1998 tegen Noord-Ierland. De middenvelder behoorde tot de Spaanse selectie voor het WK 1998 in Frankrijk. Op dit toernooi, waar La Furía Roja als na de groepsfase naar huis kon, speelde Celades als invaller tegen Nigeria en Paraguay. Op 2 september 2000 speelde hij zijn vierde en tevens laatste interland voor Spanje.

## Erelijst
Als speler
 FC Barcelona
- La Liga: 1997/98, 1998/99
- Copa del Rey: 1996/97, 1997/98
- UEFA Cup Winners' Cup: 1996/97
- UEFA Super Cup: 1997

 Real Madrid
- La Liga: 2000/01, 2002/03
- Supercopa de España: 2001
- UEFA Champions League: 2001/02